# Adventures of Lolo 3
Adventures of Lolo 3 (japanska: アドベンチャーズオブロロ2 Hepburn: Adobenchāzu obu Roro Tsū?) är ett NES-spel från 1990, utvecklat och utgivet av HAL Laboratory.

## Handling och upplägg
Kungen av Eggerland har förvandlat invånarna till sten, medan prins Lolo och hans flickvän Lala var ute på resa. Spelet går ut på att ta sig genom 17 nivåer, och totalt 100 olika banor, för att hitta kungen och bryta förtrollningen.

### Fotnoter
1. 1 2 3  ”Adventures of Lolo III”. NES DB. 11 mars 1990. Arkiverad från originalet den 21 april 2014. https://web.archive.org/web/20140421082525/http://www.nesdb.se/game_more.php?id=37&rid=1. Läst 20 april 2014.
2. ↑  ”Adventutres of Lolo 3” (på svenska). Nintendomagasinet (Kungsbacka: Atlantic) (4 1992):  sid. 2 (Power Player). april 1992. Läst 20 april 2014.